# Ізолабона
Ізолабона (італ. Isolabona, ліг. L'Isora) — муніципалітет в Італії, у регіоні Лігурія,  провінція Імперія.
Ізолабона розташована на відстані близько 460 км на північний захід від Рима, 120 км на південний захід від Генуї, 33 км на захід від Імперії.
Населення — 676 осіб (2014).

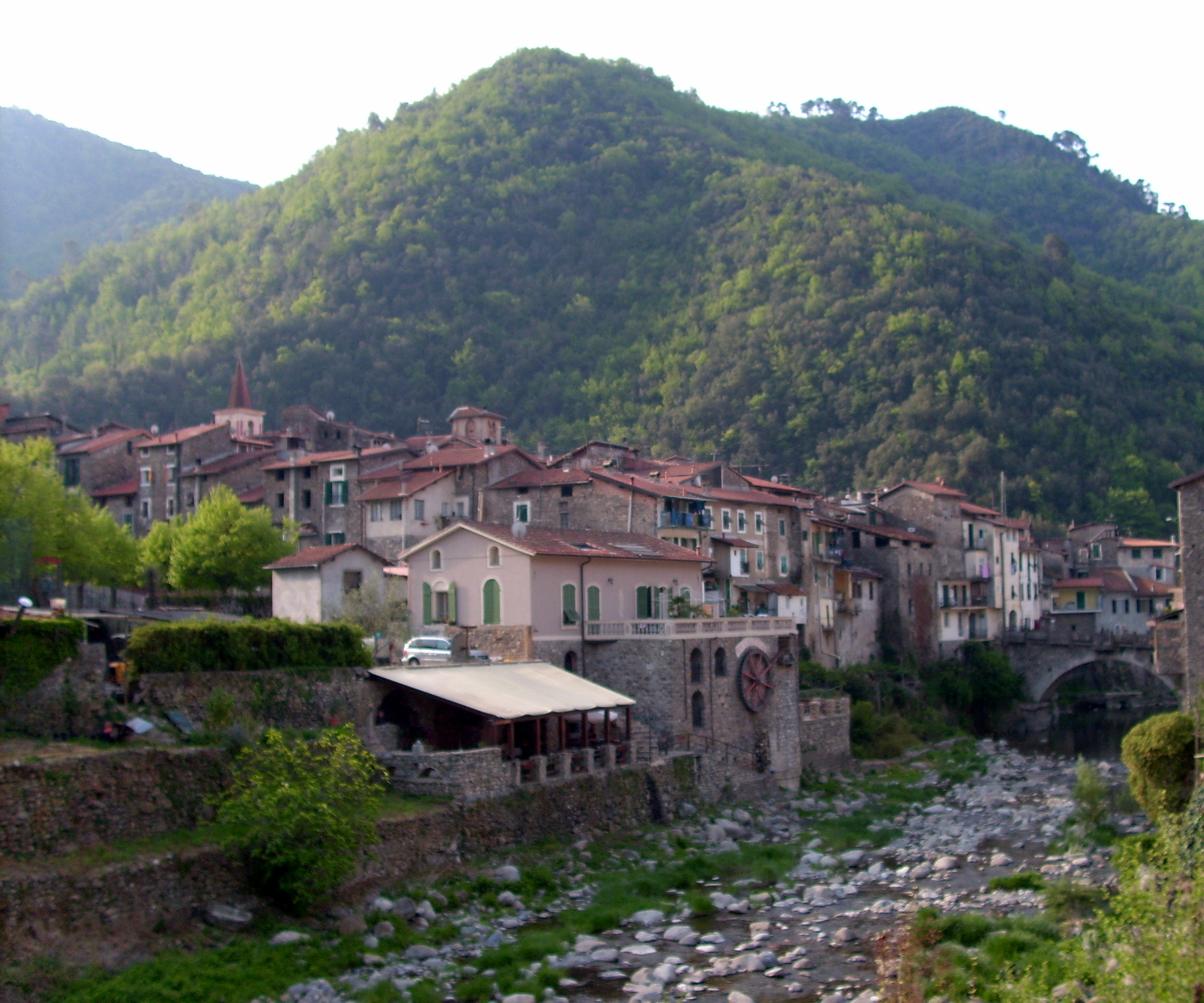

Щорічний фестиваль відбувається 22 липня. Покровитель — Santa Maria Maddalena.

## Демографія
Населення за роками:

Станом на 1 січня 2023 року в муніципалітеті офіційно проживало 107 іноземців з 25 країн, серед них 29 громадян країн Євросоюзу та 1 громадянин України.

## Сусідні муніципалітети
- Априкале
- Дольчеаккуа
- Пінья
- Роккетта-Нервіна